# Greatest Hits (Guns N' Roses)
Greatest Hits är ett samlingsalbum av Guns N' Roses, som innehåller deras största hits. Skivan släpptes den 23 mars 2004.

## Låtlista
1. "Welcome to the Jungle" (Guns N' Roses) - 4:31
2. "Sweet Child O' Mine" (Guns N' Roses) - 5:55
3. "Patience" (Guns N' Roses) - 5:56
4. "Paradise City" (Guns N' Roses) - 6:47
5. "Knockin' on Heaven's Door" (Dylan) - 5:36
6. "Civil War" (Rose, Slash, McKagan) - 7:42
7. "You Could Be Mine" (Rose, Stradlin) - 5:43
8. "Don't Cry (Original Version)" (Rose, Stradlin) - 4:45
9. "November Rain" (Rose) - 8:56
10. "Live and Let Die" (McCartney, McCartney) - 3:02
11. "Yesterdays" (Rose, McCloud, James, Arkeen) - 3:16
12. "Ain't It Fun" (Laughner, Cheetah Chrome) - 5:07
13. "Since I Don't Have You" (Rock, Beaumont, The Skyliners) - 4:19
14. "Sympathy for the Devil" (Jagger, Richards) - 7:35